# 2015 dans les chemins de fer
chronologie des chemins de fer
2014 dans les chemins de fer - 2015 - 2016 dans les chemins de fer

## Événements
- 1er janvier : mise en place de la nouvelle organisation de la SNCF à la suite de la réforme du système ferroviaire français.  Création des établissements publics SNCF, SNCF Mobilités et SNCF Réseau.
- 24 janvier. France : prolongement de 3,6 km de la ligne A du tramway de Bordeaux - Mérignac Centre → Le Haillan Rostand
- 24 janvier. France : prolongement de 2,7 km de la ligne C du tramway de Bordeaux - Ginko Berges du Lac →  Parc des Expositions
- 16 mars. France : prolongement de 3,7 km de la ligne C du tramway de Bordeaux - Terres Neuves → Lycée Vaclav Havel
- 11 avril. France : prolongement de 2,4 km de la ligne T2 du tramway de Toulouse - Ancely → Aéroport
- 30 mai. France : prolongement de 1,2 km de la ligne T3 du tramway de Marseille - Saint-Louis → Castellane
- 22 juin. France : prolongement de 3,5 km de la ligne B du tramway de Bordeaux - Bougnard → France Alouette
- 13 juillet. France : Inauguration de la Ligne E du tramway de Grenoble - Saint-Martin-le-Vinoux Hôtel de Ville →  Palluel (6,7 km)
- 10 septembre : début des travaux de modernisation et d'électrification de la ligne de Belfort à Delle, en vue d'une réouverture à l'horizon 2018.

- 20 septembre.  Éthiopie :   inauguration de la première ligne du métro léger d'Addis-Abeba[1].

- 10 novembre.  Éthiopie :   mise en service de la seconde ligne du métro léger d'Addis-Abeba[2].

- 14 novembre.  France :   déraillement à Eckwersheim d'un TGV d'essai qui s'est engagé à trop grande vitesse dans le raccordement de sortie du nouveau tronçon de la LGV Paris - Strasbourg[3].

## Transports en commun dans le monde

### Nouvelles lignes et nouveaux réseaux inaugurés en 2015
De nouveaux réseaux de transport en commun sont entrés en service en 2015  :
- Métro
  - Nanchang (Chine) : Ligne 1 Shuanggang - Yaohu Lake West (28,7 km)
  - Qingdao (Chine) : Ligne 3 Qingdao Beizhan (North Railway Station) - Shuangshan (12 km)
  - Ispahan (Iran) : Ligne L1 Shohada - Qods N (11,2 km)
  - Tabriz (Iran) : Ligne 1 El Goli - Ostad Shahriar  (7 km)
  - Chennai (Inde) : Ligne M2 Koyambedu - Alandur (2,8 km)
  - Jaipur (Inde) : Ligne Pink  Mansarovar - Chand Pole (9,6 km)

- Tramway
  - Palerme (Italie) : Ligne 1, 2, 3, 4  (17 km=
  - Olsztyn (Pologne) : Ligne 1 Wysoka Brama - Kanta (10 km)
  - Addis-Abeba (Éthiopie) : Ligne 1 Menilik II Sq - Kality (16,9 km)

Dans les réseaux de transport en commun existants les nouvelles lignes suivantes ont été inaugurées  en 2015 : 
- Métro[4]  : 
  - Wuhan (Chine) : Ligne 3 Hongtu Boulevard - Zhuanyang Boulevard (29,7 km)
  - Chengdu (Chine) : Ligne 4 Intangible Cultural Heritage Park - Wannianchang (22,4 km)
  - Sendai (Japon) : Ligne Tozai   Yagiyama-Dobutsu-Koen - Arai (13,9 km)
  - Caracas (Venezuela) : Ligne 5 Zona Rental - Bello Monte (2,3 km)
  - Dalian (Chine) : Ligne 1 Yaojia - Fuguojie (16,5 km)
  - Ningbo (Chine) : Ligne 2 Lishe International Airport - Qingshuipu (28,4 km)
  - Dalian (Chine) : Ligne 2 Dalian Airport - Huiyizhongxin (18,9 km)
  - Daegu (Corée du Sud) : Ligne 3 KNU Medical Center - Yongji (Monorail) (24 km)
  - Istanbul (Turquie) : Ligne M6 Levent - Bogaziçi Üniversitesi (3,3 km)
  - Nankin (Chine) : Ligne 3 Linchang - Mozhoudonglu (44,9 km)
  - Varsovie (Pologne) : Ligne M2 Rondo Daszynskiego - Dworzec Wilenski (2 km)

- Tramway[4]  :
  - Edmonton (Canada) : Metro Line Churchill - NAIT (3,3 km)
  - Charlotte (États-Unis) : Ligne Gold  CTC/Arena - Hawthorne & 5th (2,4 km)
  - Marseille (France) : Ligne T3 Belsunce/Alcazar - Castellane
  - Houston (États-Unis) : Lignes Green & Purple  Theater District - Altic / Palm Center TC (13,4 km)
  - Dallas (États-Unis) : Ligne Union Station - Oak Cliff (2,6 km)

|               | Métro            | Métro            | RER              | RER              | Tramway          | Tramway          |
| ------------- | ---------------- | ---------------- | ---------------- | ---------------- | ---------------- | ---------------- |
|               | Nouveaux réseaux | Nouvelles lignes | Nouveaux réseaux | Nouvelles lignes | Nouveaux réseaux | Nouvelles lignes |
| Afrique       |                  |                  |                  |                  | 1                |                  |
| Éthiopie      |                  |                  |                  |                  | 1                |                  |
| Amérique      |                  | 1                |                  |                  |                  | 4                |
| Canada        |                  |                  |                  |                  |                  | 1                |
| Etats-Unis    |                  |                  |                  |                  |                  | 3                |
| Venezuela     |                  | 1                |                  |                  |                  |                  |
| Asie          | 6                | 8                |                  |                  |                  |                  |
| Chine         | 2                | 6                |                  |                  |                  |                  |
| Corée du Sud  |                  | 1                |                  |                  |                  |                  |
| Inde          | 2                |                  |                  |                  |                  |                  |
| Iran          | 2                |                  |                  |                  |                  |                  |
| Japon         |                  | 1                |                  |                  |                  |                  |
| Europe        |                  | 2                |                  |                  | 2                | 1                |
| France        |                  |                  |                  |                  |                  | 1                |
| Italie        |                  |                  |                  |                  | 1                |                  |
| Pologne       |                  | 1                |                  |                  | 1                |                  |
| Turquie       |                  | 1                |                  |                  |                  |                  |
| Total général | 6                | 11               |                  |                  | 3                | 5                |

### Nombre de kilomètres de voie ajoutés en 2015
| Pays          | Métro | RER  | Tramway | Total |
| ------------- | ----- | ---- | ------- | ----- |
| Afrique       | 4     |      | 34,3    | 38,3  |
| Algérie       | 4     |      | 2,7     | 6,7   |
| Éthiopie      |       |      | 31,6    | 31,6  |
| Amérique      | 14,6  |      | 44,6    | 59,2  |
| Argentine     | 2     |      |         | 2     |
| Brésil        | 4,3   |      |         | 4,3   |
| Canada        |       |      | 3,3     | 3,3   |
| États-Unis    | 2,4   |      | 41,3    | 43,7  |
| Panama        | 2,1   |      |         | 2,1   |
| Venezuela     | 3,8   |      |         | 3,8   |
| Asie          | 433,8 |      | 0,4     | 434,2 |
| Chine         | 296,7 |      |         | 296,7 |
| Corée du Sud  | 28,5  |      |         | 28,5  |
| Formose       | 2     |      |         | 2     |
| Inde          | 40,6  |      |         | 40,6  |
| Iran          | 21,2  |      |         | 21,2  |
| Japon         | 13,9  |      | 0,4     | 14,3  |
| Kazakhstan    | 2,7   |      |         | 2,7   |
| Malaisie      | 5,5   |      |         | 5,5   |
| Singapour     | 22,7  |      |         | 22,7  |
| Europe        | 34,8  | 32,5 | 114,7   | 182   |
| Allemagne     |       |      | 5,2     | 5,2   |
| Belgique      |       |      | 1,8     | 1,8   |
| Bulgarie      | 7,8   |      |         | 7,8   |
| Espagne       | 2     | 13,5 |         | 15,5  |
| Finlande      |       | 18   |         | 18    |
| France        |       |      | 23,6    | 23,6  |
| Hongrie       |       |      | 3       | 3     |
| Italie        | 10,7  |      | 27,6    | 38,3  |
| Pologne       | 2     | 1    | 25,2    | 28,2  |
| Roumanie      |       |      | 4       | 4     |
| Royaume-Uni   |       |      | 18,8    | 18,8  |
| Russie        | 2,9   |      |         | 2,9   |
| Suède         |       |      | 1,1     | 1,1   |
| Tchéquie      | 6,1   |      |         | 6,1   |
| Turquie       | 3,3   |      | 4,4     | 7,7   |
| Océanie       |       | 8    |         | 8     |
| Australie     |       | 8    |         | 8     |
| Total général | 487,2 | 40,5 | 194     | 721,7 |